# Sonia Seneviratne
Sonia Seneviratne, née le 5 juin 1974 à Lausanne, est une climatologue suisse, professeure à l'École polytechnique fédérale de Zurich. Elle est spécialiste des événements climatiques extrêmes.

## Biographie
Sonia Seneviratne naît le 5 juin 1974 à Lausanne, dans le canton de Vaud. Sa mère, d'origine vaudoise, est professeur de piano ; son père, d'origine sri lankaise, est comptable chez Nestlé. Elle a deux sœurs et grandit à Lutry.
Elle étudie la biologie à l'Université de Lausanne puis les sciences de l'environnement à l'École polytechnique fédérale de Zurich, où elle réalise son travail de doctorat en climatologie, sur la sécheresse et la canicule, entre 1999 et 2002.
Elle a travaillé comme chercheuse postdoctorale à la National Aeronautics and Space Administration (NASA) « sur la simulation informatique des effets de la végétation sur le climat ». Depuis 2007, elle est professeure à l'Institut des sciences de l'atmosphère et du climat de l'École polytechnique fédérale de Zurich. Son domaine d'expertise est « le rôle de la végétation dans le système climatique ».
Elle est l'un des principaux auteurs du Rapport spécial du GIEC sur les conséquences d'un réchauffement planétaire de 1,5 °C (2018),, qui met en évidence « un lien direct entre les événements extrêmes et les températures mondiales », et elle est autrice coordinatrice principale d'un chapitre du premier groupe de travail du sixième rapport d'évaluation du GIEC (2021).
En 2013, elle reçoit la « Médaille James B. Macelwane » et devient membre de l'Union américaine de géophysique. Le Conseil européen de la recherche lui attribue une bourse l’année suivante.
Mariée et mère de deux enfants, elle vit à Zurich.

## Opinions écologiques
Dans les interviews ou les conférences qu'elle donne, ainsi que dans les rapports du GIEC, elle exprime des idées écologiques simples, :
- Pour elle, l'augmentation de température n'est liée qu'à l'attitude des hommes, et peut être totalement maîtrisée grâce à une émission zéro en carbone.
- La seule solution est d'« Arrêter la consommation de pétrole, de charbon et de gaz ».
- Il faut donc éviter l'usage des vols des avions et promouvoir la voiture électrique, qui d'après elle génère 2 fois moins de CO2 que la voiture thermique.
- La déforestation doit être évitée, mais elle s'oppose à des projets de reforestation .
- La construction de nouvelles centrales nucléaires n'est pas la panacée, car elle considère que cette énergie est trop coûteuse, mais il peut être utile de conserver les centrales existantes dès lors que leur sûreté est attestée.
- Elle soutient la désobéissance civile, notamment les manifestations interdites d'écologistes, dès lors qu'elle est non violente et que les enjeux sont clairement expliqués.
- Elle affirme que les juges sont plus compétents et raisonnables que les politiciens qui légifèrent, car les juges raisonnent à long terme et non pas en fonction d'un électorat, et qu'il convient donc de confier aux tribunaux la fonction d'appliquer les principes de l'écologie.